# Thunbergia ridleyi
Thunbergia ridleyi är en akantusväxtart som beskrevs av Cornelis Eliza Bertus Bremekamp. Thunbergia ridleyi ingår i släktet thunbergior, och familjen akantusväxter. Inga underarter finns listade i Catalogue of Life.